# Mellrichstadt Bahnhof

Mellrichstadt Bahnhof ist ein Bahnhof der Deutschen Bahn in der unterfränkischen Stadt Mellrichstadt.

## Allgemeines
Mellrichstadt Bahnhof liegt an der Strecke Schweinfurt–Meiningen und ist seit dem Auflassen der Station Mühlfeld der letzte Halt auf bayerischer Seite vor der Landesgrenze zu Thüringen. Von 1898 an war Mellrichstadt Ausgangspunkt der Strecke nach Fladungen, auf der bis 1987 Regelbetrieb herrschte. Seither ist sie eine Museumsbahn, auf der das Rhön-Zügle verkehrt. Die Namensgebung „Bahnhof“ steht in Zusammenhang mit „Mellrichstadt Stadt“, einem heute stillgelegten Haltepunkt an dieser Verbindung.
Der Bahnhof Mellrichstadt wird seit 2018 jeweils zweistündlich vom Mainfranken-Thüringen-Express Würzburg–Erfurt (DB Regio) und vom Unterfranken-Shuttle Schweinfurt–Meiningen der Erfurter Bahn bedient. Im Dezember 2008 war der Fahrplan um die Züge Mellrichstadt–Schweinfurt der Erfurter Bahn verdichtet worden. Dies ergab einen teilweisen Halbstundenrhythmus. Inzwischen enden sie jedoch bereits in Bad Neustadt. Mellrichstadt Bahnhof ist Ausgangspunkt zahlreicher Buslinien von Omnibusverkehr Franken (OVF) und erschließt mit seiner Lage weite Teile der bayerischen Rhön.

## Geschichte
Der Zugverkehr auf der Bahnstrecke Schweinfurt–Meiningen wurde 1874 aufgenommen, auf der Nebenstrecke Mellrichstadt–Fladungen 1898.
Im Zuge der deutschen Teilung wurde die Bahnverbindung Erfurt–Schweinfurt 1945 unterbrochen. Seitdem war Mellrichstadt Endbahnhof für die meisten Züge aus Würzburg und Schweinfurt, teilweise fuhren sie noch bis Fladungen weiter. Bis in die frühen 1980er Jahre gab es Direktverbindungen von München Hauptbahnhof nach Mellrichstadt.
Nach der Wiedervereinigung wurde die Lücke zwischen Bayern und Thüringen geschlossen; ab Sommer 1993 war Mellrichstadt sogar Interregio-Halt (IR „Rennsteig“ Stuttgart–Berlin). Mit Einstellung dieser Zuggattung wird der Bahnhof jedoch nur noch vom Nahverkehr bedient.
Der Bahnbetrieb auf der Strecke Mellrichstadt–Fladungen wurde 1987 eingestellt. Seit 1996 gibt es auf der Strecke Museumsverkehr (genannt Rhönzügle), zunächst nur auf dem Abschnitt zwischen Ostheim und Fladungen, seit 2000 auch wieder bis Mellrichstadt.

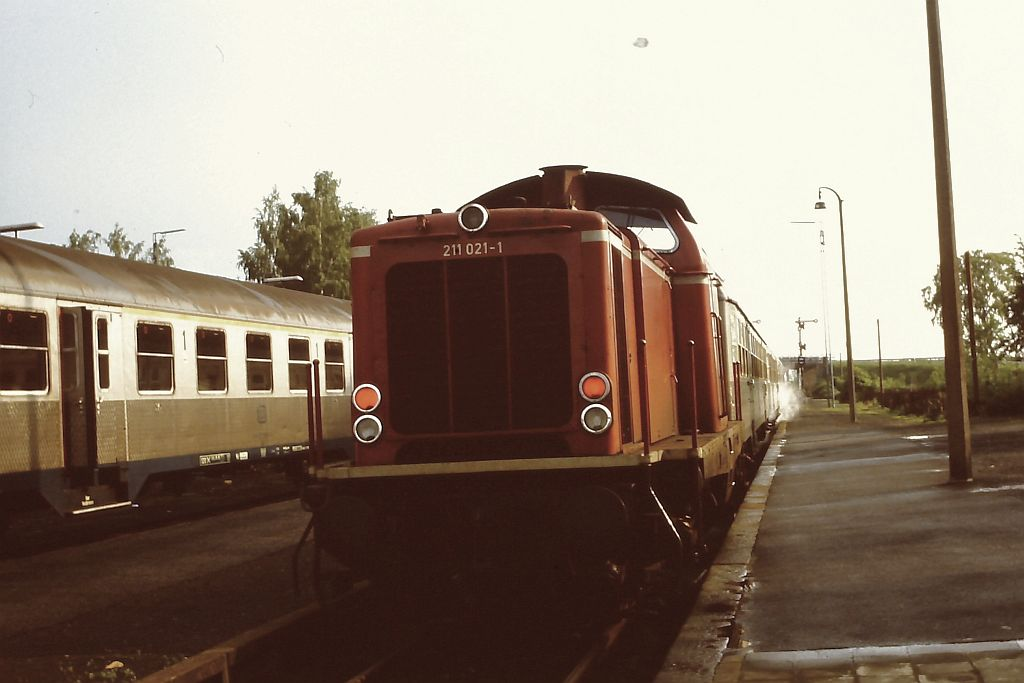
211 021 im Bahnhof Mellrichstadt (1986)
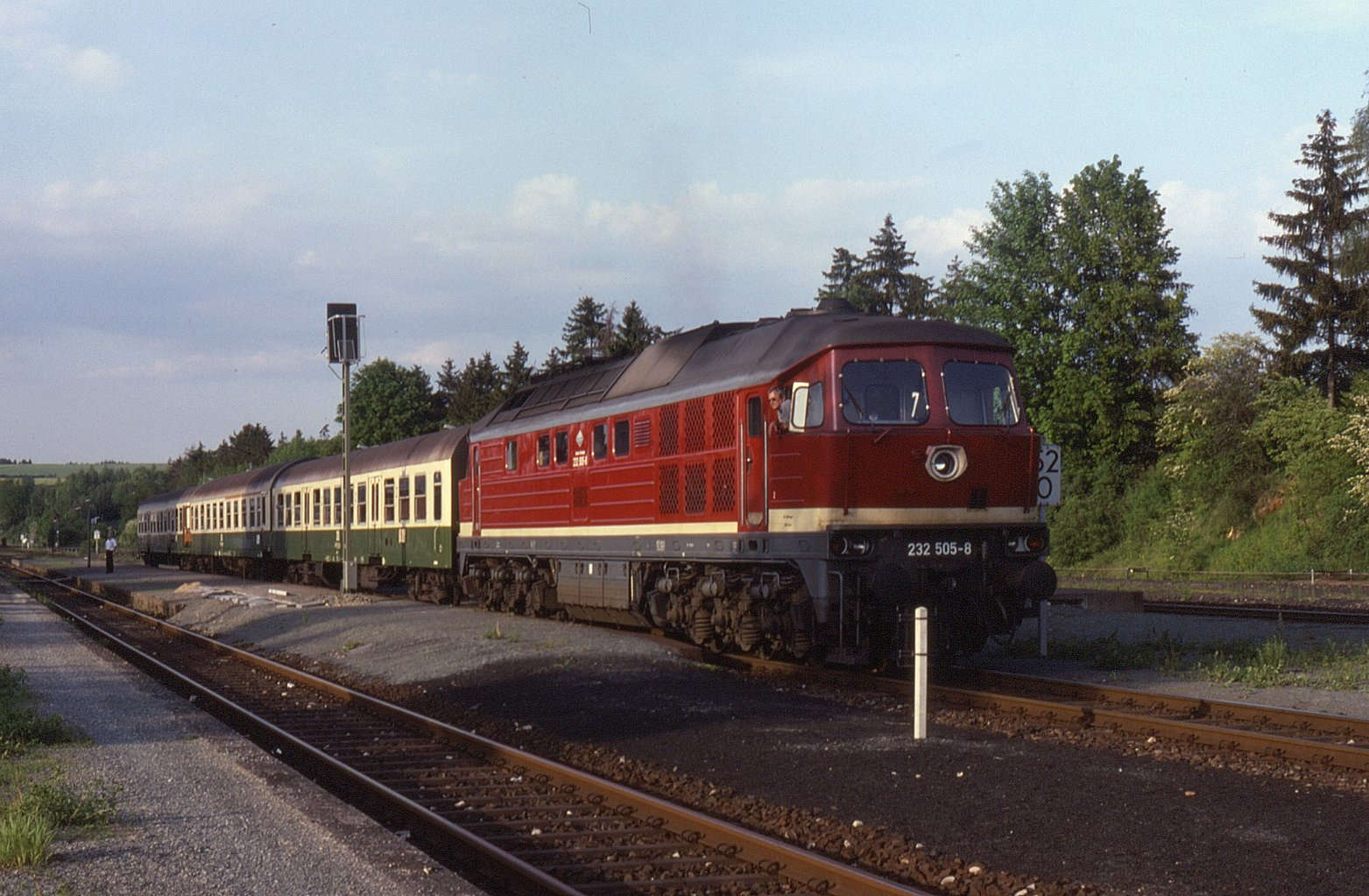
Zug von Meiningen nach Schweinfurt in Mellrichstadt mit 232 505 (1993)
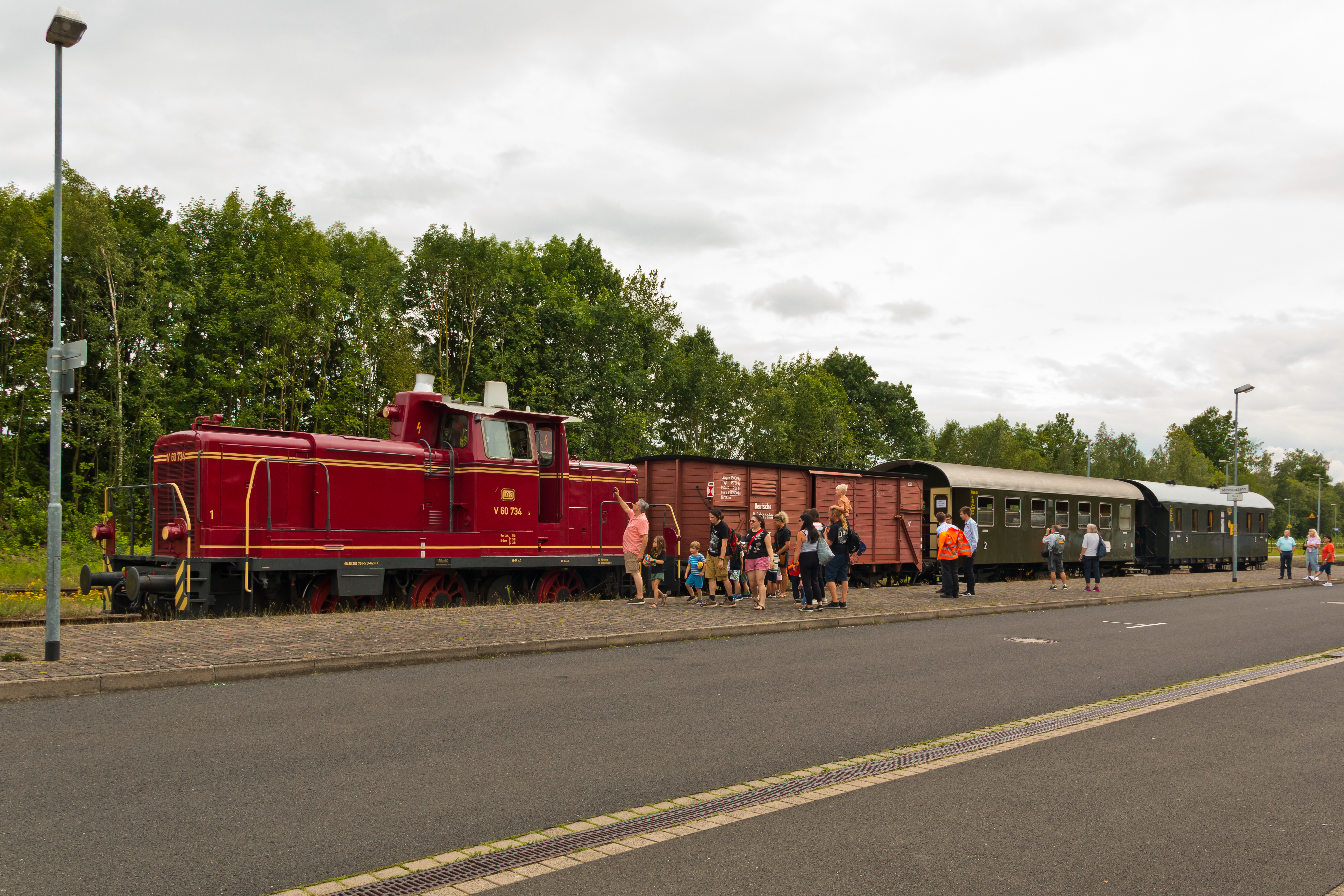
Rhönzügle, hier mit einer V 60
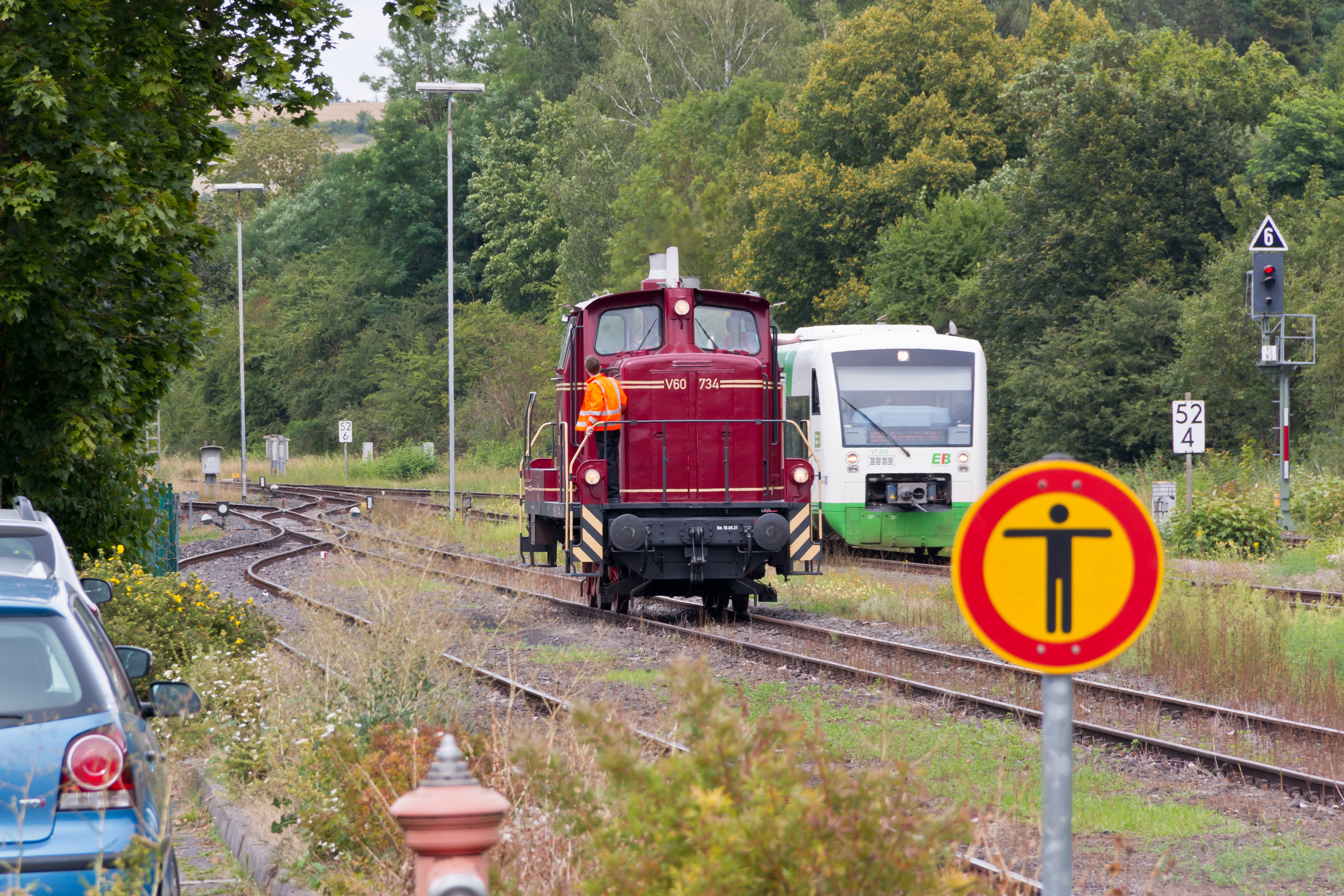
Eine Rhönzügle-Lok (V 60) begegnet im Bahnhofsvorfeld einem Regio-Shuttle der EB als RB40 Meiningen-schweinfurt

## Anlagen

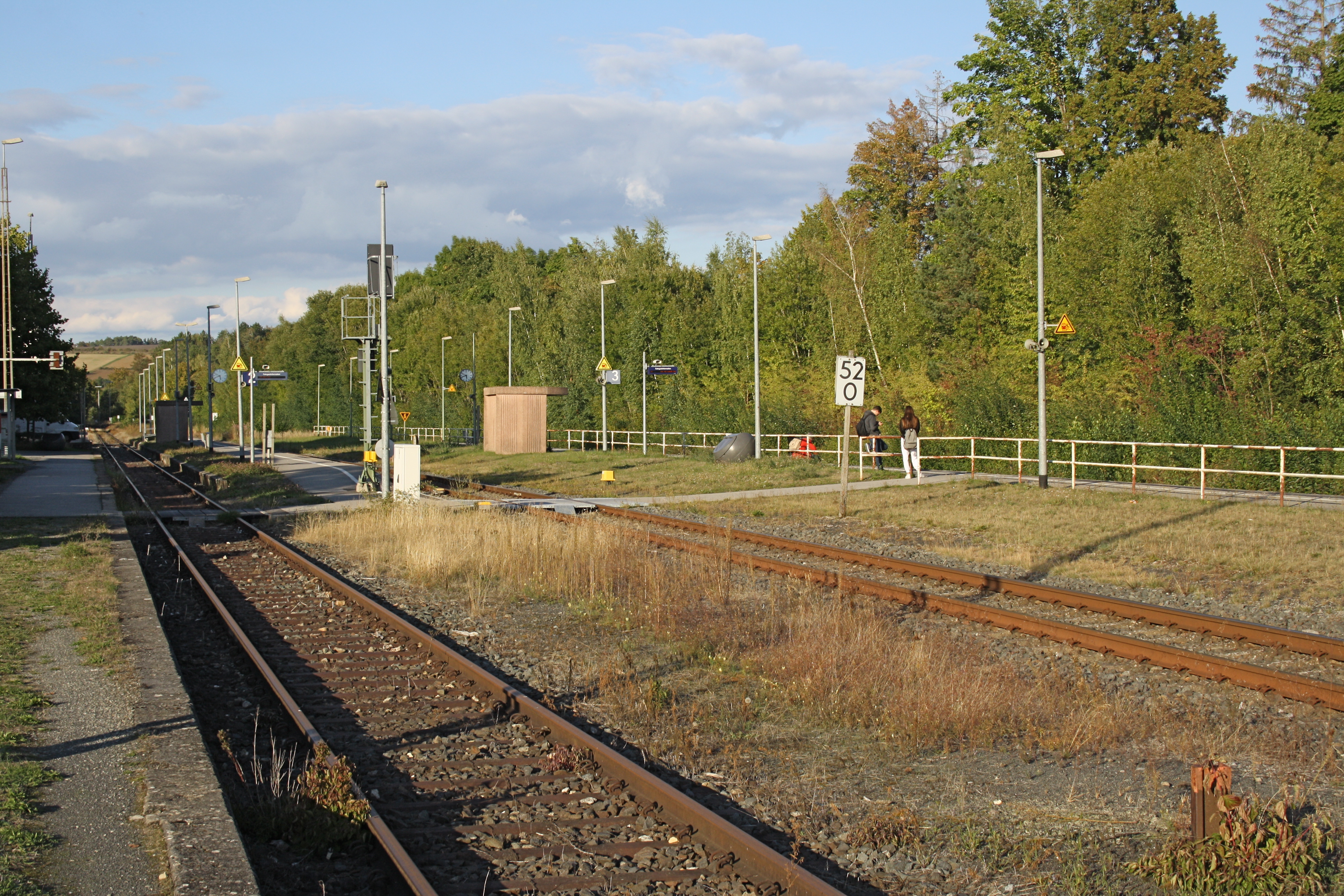
Bahnsteige

Heute werden nur noch die Gleise 1 bis 3 befahren. Gleis 1 am Hausbahnsteig ist nur noch für die Museumszüge und ist nur an die Strecke nach Fladungen angeschlossen. Gleis 2 und 3 haben jeweils einen Seitenbahnsteig, meist wird Gleis 3 benutzt, Gleis 2 vor allem im Fall von Zugkreuzungen.
An der Stelle der ehemaligen Ladegleise befindet sich heute ein Parkplatz. Im Empfangsgebäude befindet sich eine Bäckereifiliale mit Café.
| Linie | Linienverlauf                                                                       | Takt (min) | EVU           |
| ----- | ----------------------------------------------------------------------------------- | ---------- | ------------- |
| RE7   | Würzburg Hbf – Schweinfurt Hbf – Mellrichstadt Bf – Grimmenthal – Suhl – Erfurt Hbf | 120        | DB Regio      |
| RB40  | (Schweinfurt Stadt –) Schweinfurt Hbf – Mellrichstadt Bf – Meiningen                | 120        | Erfurter Bahn |